# Qafl Shamer (huyện)
Huyện Qafl Shamer là một huyện thuộc tỉnh Hajjah, Yemen. Đến thời điểm năm 2003, huyện này có dân số 50439 người